# Grease 2
Grease 2 er en amerikansk musical film fra 1982. Filmen blev instrueret af Patricia Birch og er efterfølgeren til den bedre kendte Grease fra 1978.

## Handling
Man er tilbage på Rydell High School, da der kommer en ny dreng til skole som hedder Michael. Han forelsker sig i Stephanie, som er den daværende leder af pink ladies. Men Stephanie ser ikke til Michaels side, fordi den kæreste hun vil have skal være sej og køre på en sort motorcykel, og det er Michael åbenlys ikke. Men Michael er fast besluttet på at han vil have hende, og tager kampen op for at blive den hun ønsker.

## Medvirkende
- Maxwell Caulfield – Michael Carrington
- Michelle Pfeiffer – Stephanie Zinone
- Lorna Luft – Paulette Rebchuck
- Maureen Teefy – Sharon Cooper
- Alison Price – Rhonda Ritter
- Pamela Adlon – Dolores Rebchuck
- Adrian Zmed – Johnny Nogerelli
- Peter Frechette – Louis DiMucci
- Eve Arden – McGee, rektor
- Sid Caesar – Calhoun, træner
- Dody Goodman – Blanche Hodel
- Christopher McDonald – Goose

## Eksterne Henvisninger
- Grease 2 på Internet Movie Database (engelsk)
- Grease 2 på Filmdatabasen
- Grease 2 i Svensk Filmdatabas (svensk)
- Grease 2 på AlloCiné (fransk)
- Grease 2 på MovieMeter (nederlandsk)
- Grease 2 på AllMovie (engelsk)
- Grease 2 hos American Film Institute (engelsk)
- Grease 2 på Turner Classic Movies (engelsk)
- Grease 2 på The Movie Database (engelsk)
- Grease 2 på Rotten Tomatoes (engelsk)